# 岱海
岱海位于中国内蒙古自治区乌兰察布市凉城县境内，坐落于一断陷盆地内，为一内陆构造湖，是内蒙古自治区的第三大内陆湖泊。湖面呈肾形，约长20千米，宽10千米，水面面积约160平方千米，平均深度为9米，最大深度为18米。湖水不能外流，蒸发旺盛，含盐量高，矿化度约为2.6克/升。

## 地理特征
岱海原本有22条河流注入湖中，但绝大多数现已干枯，入湖水系主要以季节性河流为主。岱海的补给主要来自流域内的降水、地表径流以及地下水。
2020年5月16日，「岱海生态应急补水工程」在六苏木镇弓坝河水库下游开工建设。工程建成后，通过在黄河丰水年份自黄河干流取水，有助遏制岱海湖面面积萎缩。

## 生态环境
岱海水位逐年下降，湖面不断萎缩，湖水的咸化程度逐渐增高，水环境恶化加剧。鱼类逐渐消失，而藻类却大量繁殖，导致湖泊水质恶化，岱海已被归类为重度污染型水体。局部地区在夏季更会发生藻类水华，使得湖泊处于中度富营养状态。